# Huanghai Challenger
Huanghai Challenger (挑战者SUV) или Shuguang Challenger — среднеразмерный внедорожник, который выпускался подразделением Huanghai Auto компании SG Automotive (曙光汽车) с 2009 по 2012 год.

## Huanghai Challenger, Huanghai Navigator, Huanghai Dawn и Huanghai Falcon

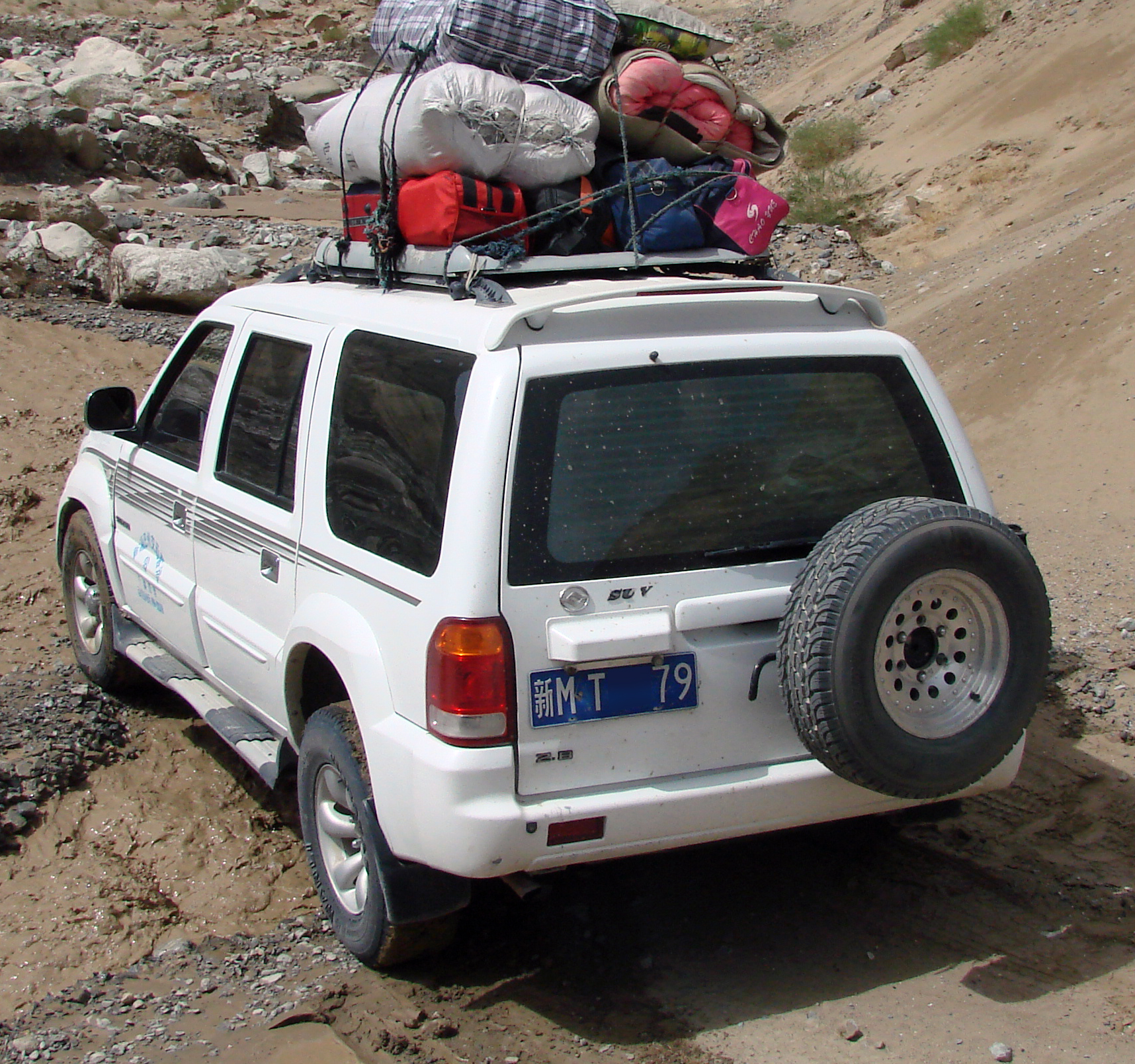
Вид сзади

Huanghai Challenger продавался под названиями Huanghai Navigator, Huanghai Dawn и Huanghai Falcon в зависимости от региона и года выпуска модели. Разным моделям были присвоены разные коды, но технические характеристики и дизайн в основном остались прежними. Цены на Huanghai Challenger варьировались от 69800 до 81800 юаней.

## Gonow Kairui/Kaixuan и Gonow Troy 100/200
Gonow Victor (凯睿-Kairui) and Gonow Victory (凯旋-Kaixuan) — среднеразмерные внедорожники, разделяющие платформу с Huanghai Challenger. Выпускались с 2005 по 2009 год. На их базе также выпускались пикапы Gonow Troy 100 (GA100-财运100) и Gonow Troy 200 (GA200-财运200). Цена Troy 100 составляла от 52900 до 59800 юаней.

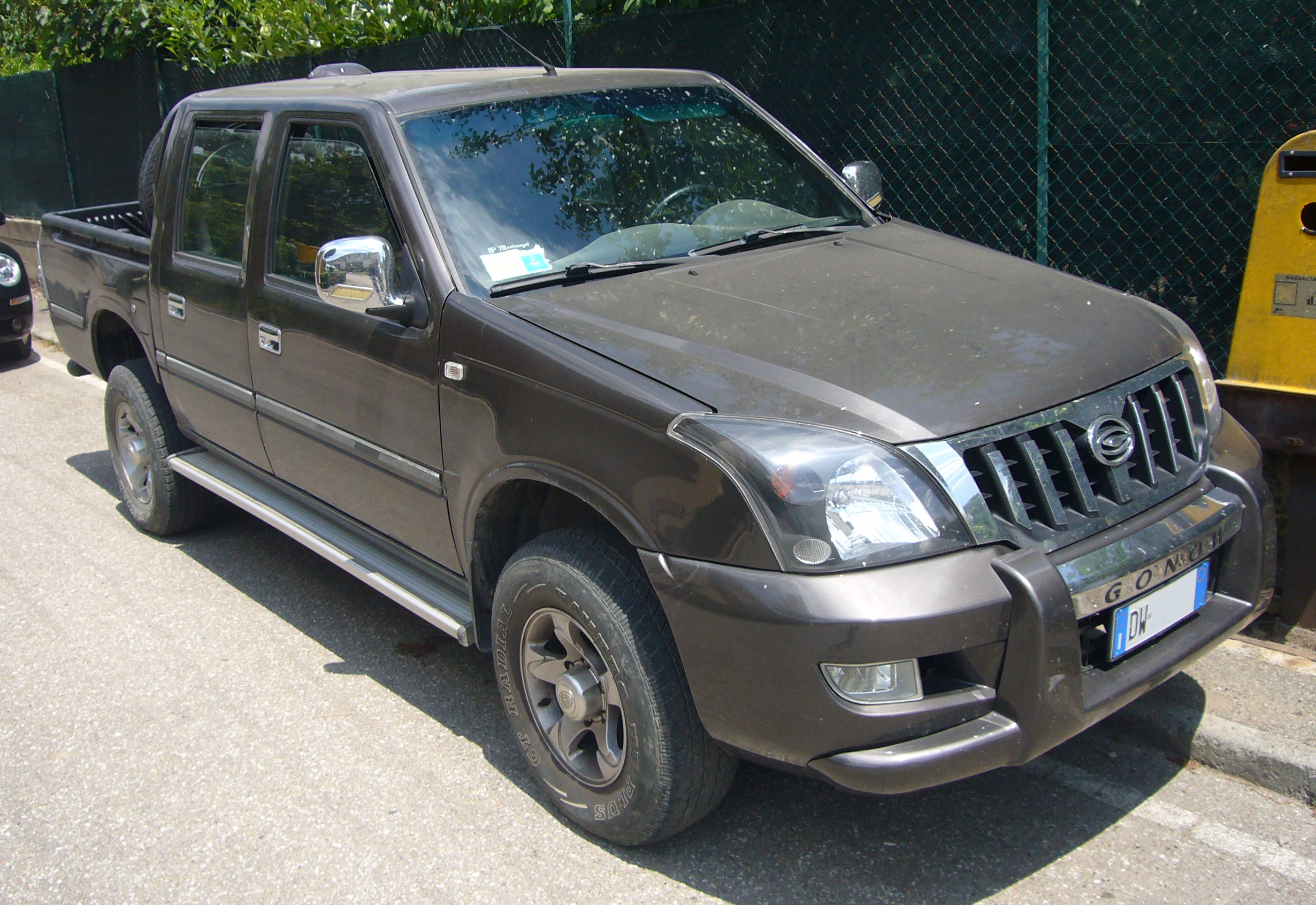
Gonow GA200 (Troy)
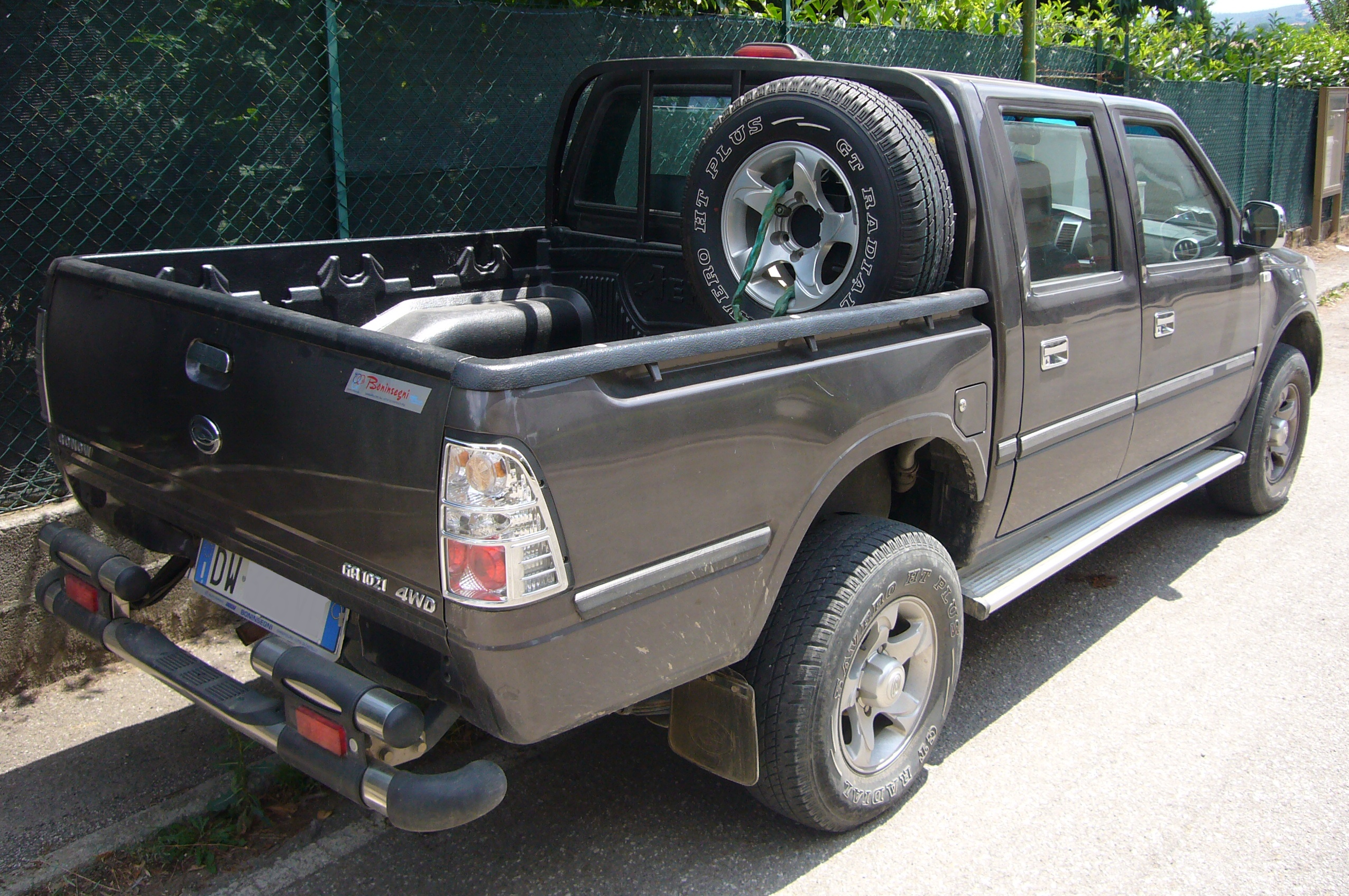
Gonow GA200 (Troy)
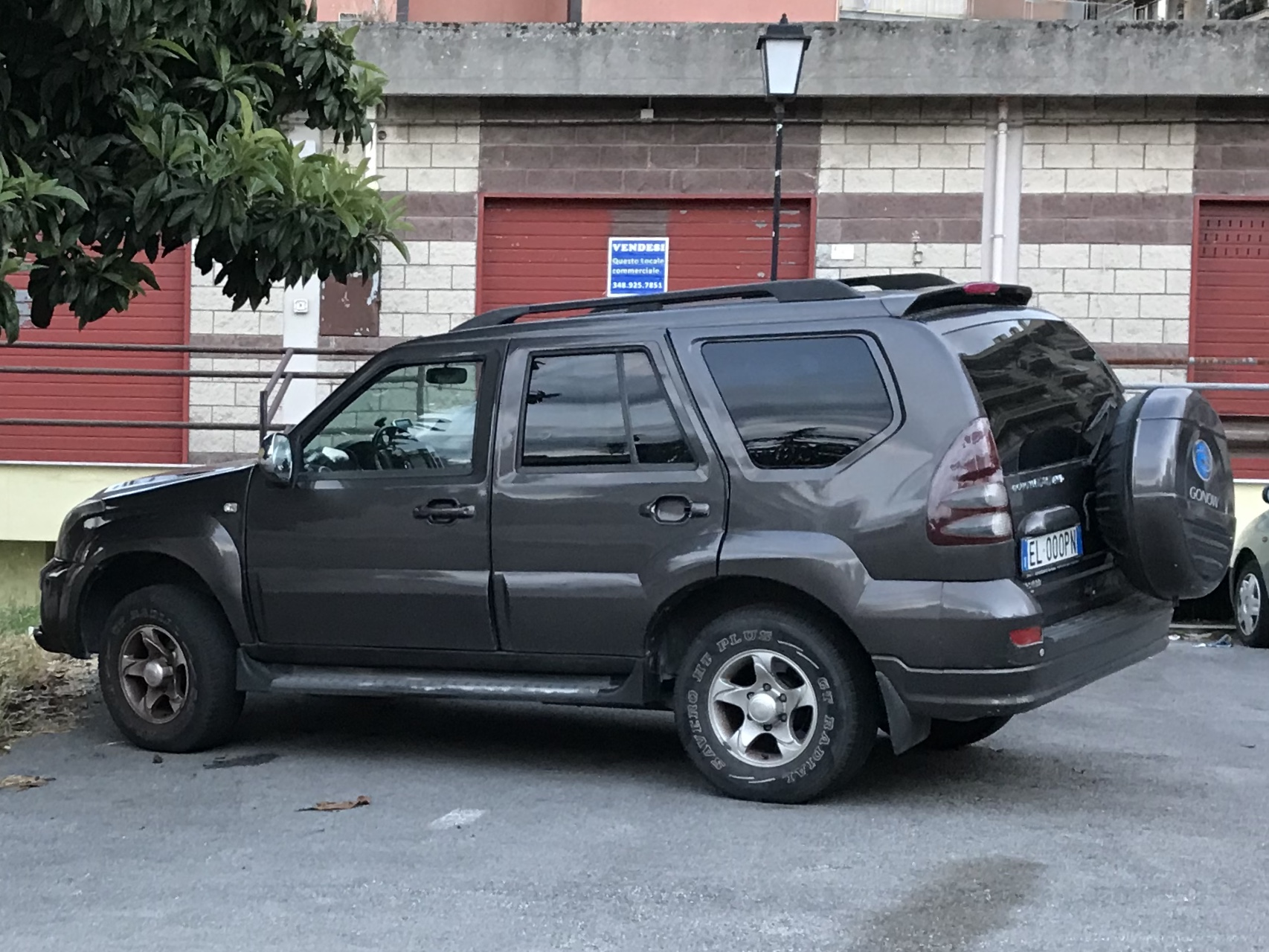
Gonow Kairui

## Gonow Jetstar SUV и Gonow Troy 300

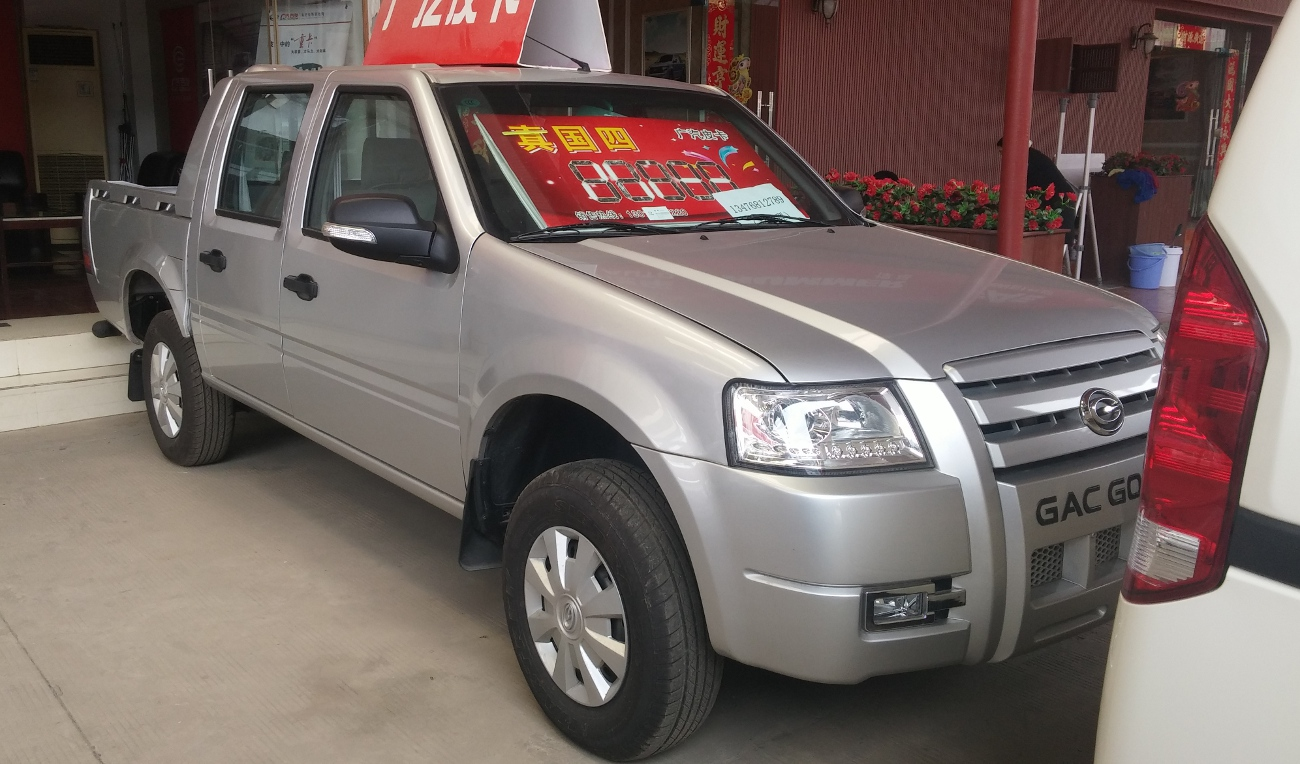
Gonow Troy 300 в Китае

Gonow Jetstar SUV (帅舰-Shuaijian) являлся среднеразмерным внедорожником, разделяющим платформу с Huanghai Challenger. Он производился с 2007 по 2009 год, а цена составила 79800 юаней.
Фейслифтинговые версии Jetstar SUV назывались Gonow Shuaiwei (帅威) и Gonow Shuaichi (帅驰). Их выпуск был прекращён в 2008 году.
Gonow Troy 300 (财运300) являлся среднеразмерным пикапом на базе Jetstar SUV.